# Gotteszell
Gotteszell település Németországban, azon belül Bajorországban. Lakosainak száma 1188 fő (2023. december 31.). Gotteszell Bernried, Ruhmannsfelden, Grafling és Achslach községekkel határos.

## Népesség
| Lakosok száma | 759  | 1267 | 1031 | 1167 | 1202 | 1190 | 1198 | 1226 | 1217 | 1188 |
|               | 1875 | 1950 | 1975 | 1987 | 2012 | 2014 | 2016 | 2017 | 2021 | 2023 |